# Neuma (gruppo musicale)
I Neuma sono un gruppo musicale post-thrash/experimental metal polacco, formatosi a Varsavia nel 2001.

## Formazione
- Alek Korecki - sassofono
- Tomasz "Wolfgang" Grochowalski - basso
- Paweł Tunkiewicz - batteria
- Maciej Miechowicz - chitarra

## Discografia

### Album studio
- 2003 - Neuma (Offmusic)
- 2006 - Weather (Tone Industria)